# Guilty (песня Барбры Стрейзанд и Барри Гибба)
«Guilty» (с англ. — «Вина») — песня, записанная американскими исполнителями Барброй Стрейзанд и Барри Гиббом в 1980 году. Песня была написана участниками группы Bee Gees братьями Робином, Барри и Морисом Гиббами. Как второй сингл с одноимённого альбома песня была выпущена в октябре 1980 года.
Композиция добралась до третьего места в американском чарте Billboard Hot 100 и до пятого в чарте Adult Contemporary. В Великобритании песня поднялась до 36 места в чарте UK Singles Chart. В США сингл получил золотую сертификацию.
В 1981 году Стрейзанд и Гибб получили за исполнение этой песни премию «Грэмми» в категории «Лучшее вокальное поп-исполнение дуэтом или группой».

## Чарты

### Еженедельные чарты
| Чарт (1980-81)                     | Высшая позиция |
| ---------------------------------- | -------------- |
| Австралия (Kent Music Report)      | 37             |
| Бельгия/Фландрия (Ultratop 50)     | 9              |
| Великобритания (OCC UK Singles)    | 34             |
| Германия (GfK)                     | 15             |
| Ирландия (IRMA)                    | 21             |
| Испания (PROMUSICAE)               | 11             |
| Италия (Musica e dischi)           | 11             |
| Канада (RPM Adult Contemporary)    | 32             |
| Канада (RPM Top Singles)           | 13             |
| Нидерланды (Dutch Top 40)          | 12             |
| Нидерланды (Single Top 100)        | 15             |
| Новая Зеландия (Recorded Music NZ) | 12             |
| Норвегия (VG-lista)                | 4              |
| США (Billboard Adult Contemporary) | 5              |
| США (Billboard Hot 100)            | 3              |
| США (Cash Box Top 100)             | 8              |
| Франция (IFOP)                     | 12             |

### Годовые чарты
| Чарт (1980)             | Позиция |
| ----------------------- | ------- |
| США (Cash Box Top 100)  | 82      |
| Чарт (1981)             | Позиция |
| США (Billboard Hot 100) | 29      |